# Bryoptera convallata
Bryoptera convallata är en fjärilsart som beskrevs av Achille Guenée 1858. Bryoptera convallata ingår i släktet Bryoptera och familjen mätare. Inga underarter finns listade i Catalogue of Life.